# Hsiung Feng III
El Hsiung Feng III (HF-3; chino: 雄風二型; pinyin: Xióngfēng èr xíng, en español: "Viento valiente III") es un misil supersónico de alcance medio con capacidad para destruir objetivos tanto terrestres (misil tierra-tierra) como navales (misil antibuque) desarrollado por el Instituto Nacional Chung-Shan de Ciencia y Tecnología (NCSIST) de Taiwán.